# بنستاره
بنستاره (به ایتالیایی: Benestare) یک کومونه در ایتالیا است که در استان رجیو کالابریا واقع شده‌است.

## خصوصیات
بنستاره ۱۸٫۶ کیلومترمربع مساحت و ۲٬۵۲۱ نفر جمعیت دارد و ۲۵۰ متر بالاتر از سطح دریا واقع شده‌است.